# Пудловські (герб)
Пудловські (пол. Pudłowski, Kościesza odmienna I) — шляхетський герб, різновид герба Костеша.

## Опис герба
Опис з використанням принципів блазонування, запропонованих Альфредом Знамієровським:
В червоному полі срібна стріла, розривається на кінці та перетинається перекладиною.
Клейнод: три пера страуса, з яких середнє червоне, між ними зелені пальмові гілки, все це між двома групами кавалерійських хрестів у єрусалимському стилі.
Йозеф Сжиманський передає клейнод без хрестів.
Намет червоний, підбитий сріблом.

## Найбільш ранні згадки

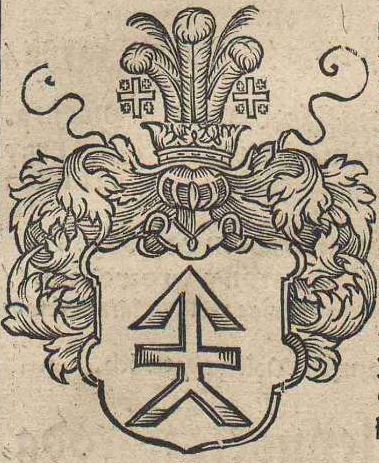
Гравюра з herbarza Варфоломія Paprockiego громадянина з 1584 року.

Присвоєно Мельхірові та Янові Пудловським Стефаном Баторієм 1582 року в таборі під Псковом. Вперше герб з'являється в гербовнику Бартоша Папроцького Герби лицарства польського в 1584.

## Роди
Герб використовував один рід: Пудловських (Pudłowski).

## Зовнішні посилання
- Герб Pudłowski на сайті Генеалогія dynastyczna[недоступне посилання з червня 2019]